# Chiesa di Saint Martin-in-the-Fields

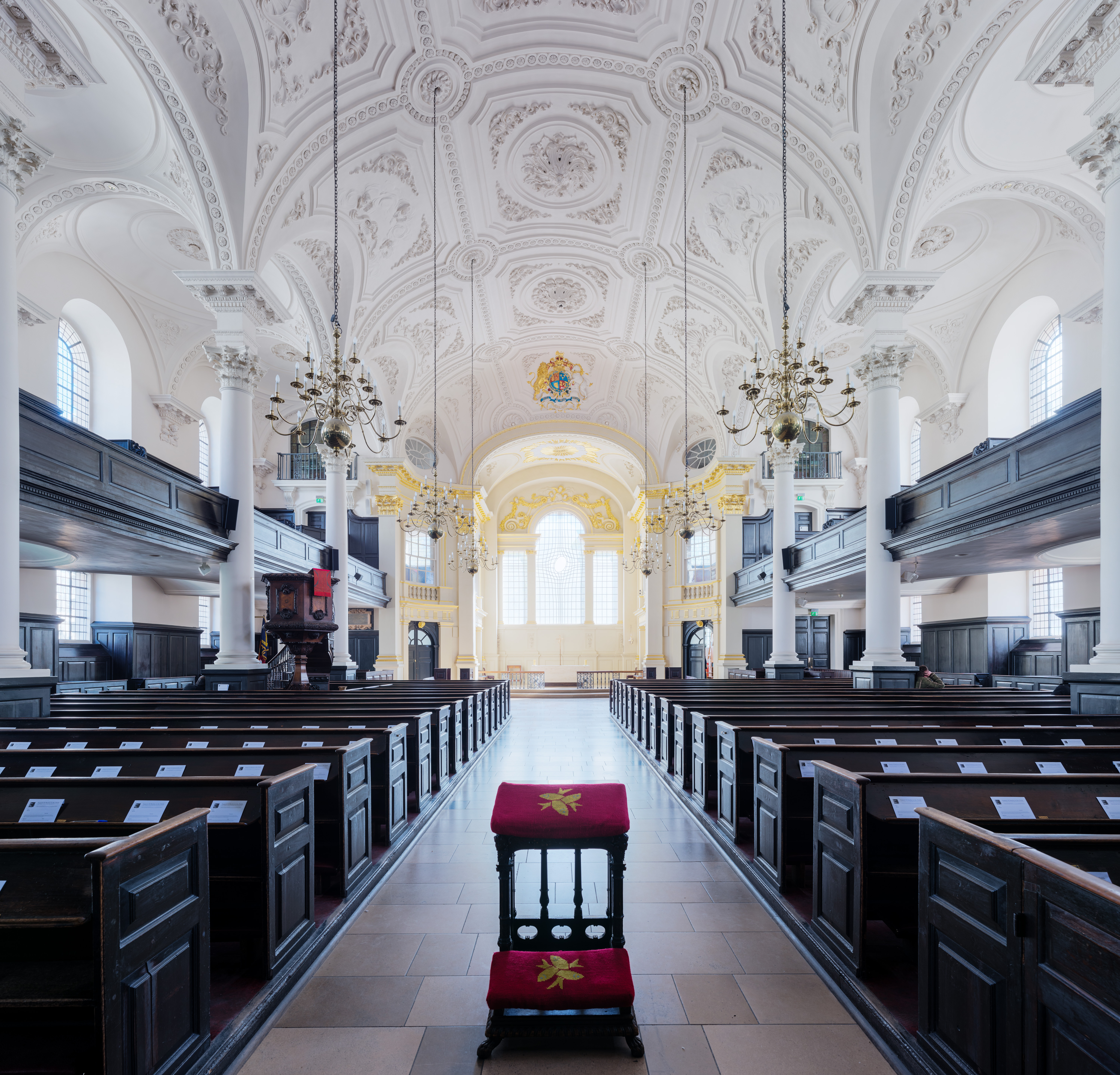
Interno

La chiesa di Saint Martin-in-the-Fields è un luogo di culto anglicano del XVIII secolo in stile rococò situata in Trafalgar Square, nella City of Westminster, a Londra.
Oggi è particolarmente nota per la sua intensa attività artistica e musicale: celebre nel mondo è infatti la sua Academy of St Martin in the Fields fondata da Neville Marriner.

## Storia
La chiesa di St Martin in the Fields sorge nei pressi della National Gallery su un sito anticamente isolato, compreso fra Whitehall e la City, sopra i resti di due chiese preesistenti: la prima risalente al 1222, la seconda riedificata nel 1542 per volere di Enrico VIII.

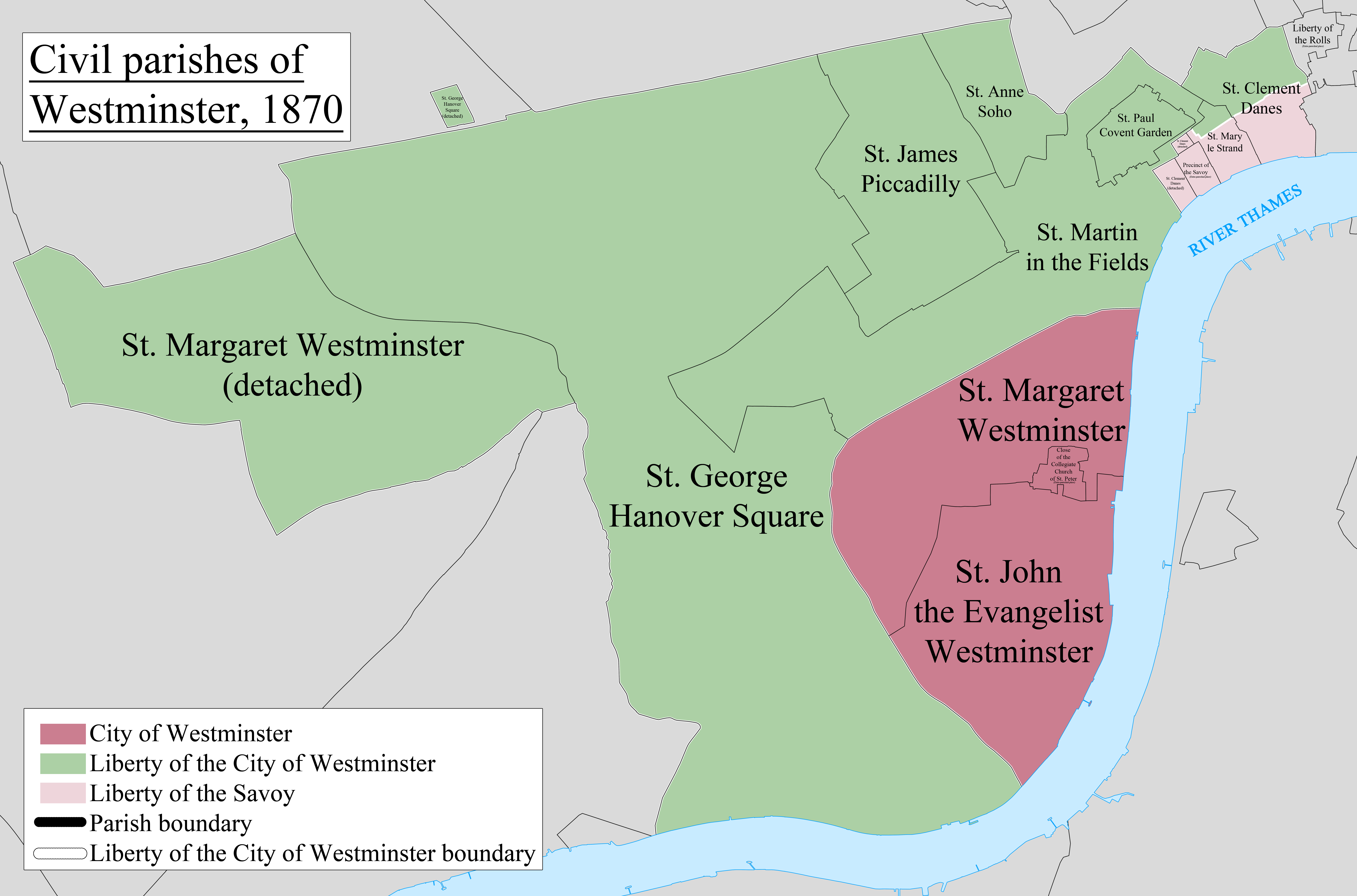
Mappa evidenziante il territorio parrocchiale

La parrocchia assunse anche una funzione amministrativa come parrocchia civile delle Libertà di Westminster, e come tale nel 1855 divenne un soggetto di governo metropolitano, finché confluì nel borgo metropolitano di Westminster nel 1900. 
Dal 1722 al 1726 si avviarono ulteriori lavori di ristrutturazione, che gli fecero assumere l'aspetto visibile ancora oggi. Il progetto di James Gibbs, all'epoca venne molto criticato per via delle sue scelte architettoniche, come la dotazione di un campanile "a pagoda" (alto 56 metri), in netto contrasto con il peristilio ed il frontone sottostanti di gusto classicheggiante. In compenso St Martin-in-the-fields ispirò in seguito molti architetti, soprattutto americani, nella progettazione di edifici religiosi che ricalcavano un modello simile.
L'interno della chiesa è in tre navate con volta a botte. Sopra le navate laterali si trovano delle ampie tribune che cingono lo spazio di quella centrale secondo una formula che Christopher Wren utilizzò per la chiesa di St James's Piccadilly, mentre le decorazioni sono di gusto italiano, realizzate da Giuseppe Artari di Arogno e Giovanni Bagutti di Rovio.
La chiesa ha il patronato dell'Ammiragliato britannico, pertanto durante le occasioni ufficiali vi si può trovare esposta la bandiera della flotta inglese, la White Ensign.
Sul frontone è riprodotto lo stemma reale in quanto la chiesa si trova nel perimetro parrocchiale di Buckingham Palace. Infatti, la regina Maria fu una sua assidua frequentatrice, mentre Giorgio I era un churchwarden, ovvero un laico aderente al consiglio parrocchiale.

## Attività
La chiesa ospita una serie di concerti di musica classica dove hanno modo di esibirsi fra i più importanti musicisti contemporanei: molto suggestive sono le esecuzioni serali a lume di candela. Durante i concerti di mezzogiorno, con ingresso gratuito o con un obolo simbolico, viene dato un grande spazio anche agli artisti emergenti.
Spesso alcuni concerti sono tenuti sull'organo della chiesa. Lo strumento, costruito nel 1990, è collocato sulla cantoria in controfacciata. A trasmissione meccanica, ha un totale di 48 registri suddivisi fra la pedaliera e le tre tastiere.
Nella cripta, posta al di sotto della chiesa, si trova una caffetteria self-service ed il London Brass Rubbing Centre.